# Aporia harrietae
Aporia harrietae is een vlindersoort uit de familie van de Pieridae (witjes), onderfamilie Pierinae.
Aporia harrietae werd in 1893 beschreven door de Nicéville.